# Pigment

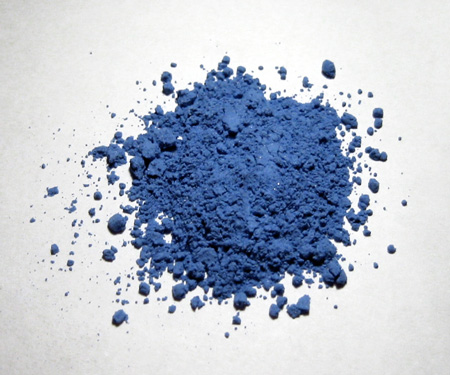
Természetes ultramarin por alakban

A pigment a festékek színét adó oldhatatlan, szilárd alkotórész.
A pigmentek finomra porított szilárd szemcsék, amelyek oldhatatlanok a filmképző anyagokban. A fehér, fekete és színes pigmentek szerepe a festékek kívánt színárnyalatának elérése.
A pigmentek lehetnek szervetlen eredetűek (mint például a titán-dioxid), és szerves eredetűek (mint például a ftalocianin színezékek).
A pigmentek megkülönböztetendők a színezékektől, amelyek szerves eredetűek és feloldódnak a filmképző anyagokban.
- fehér pigmentek például a titán-dioxid, talkum, kalcium-karbonát
- fekete pigmentek például a korom, fekete vas-oxid, csontszén.

Legjelentősebb az ásványolajból gyártott korom, amely mintegy felét adja a festékipar fekete színezékeinek.
- színes, szervetlen pigmentek között természetes eredetű (például: sárga, barna, vörös, fekete vas-oxidok) és szintetikus termékek (kromátok, ferrocianidok, szulfidok stb.) egyaránt gyakoriak.
- színes, szerves pigmentek, színezékek száma, amelyeket jelenleg alkalmaznak több ezer. Színező képességük többszöröse a szervetlen eredetű termékek színező képességének, ezért jóval kisebb mennyiség is elegendő a megfelelő színhatás elérésére a festékekben.

Embereknél a pigment a bőr felületi rétegében, a bőrhámban lerakódó, élő szervezetekben működő színezőanyag, amely többek között a bőrszín szempontjából lényeges.